# Грайбнер, Александер

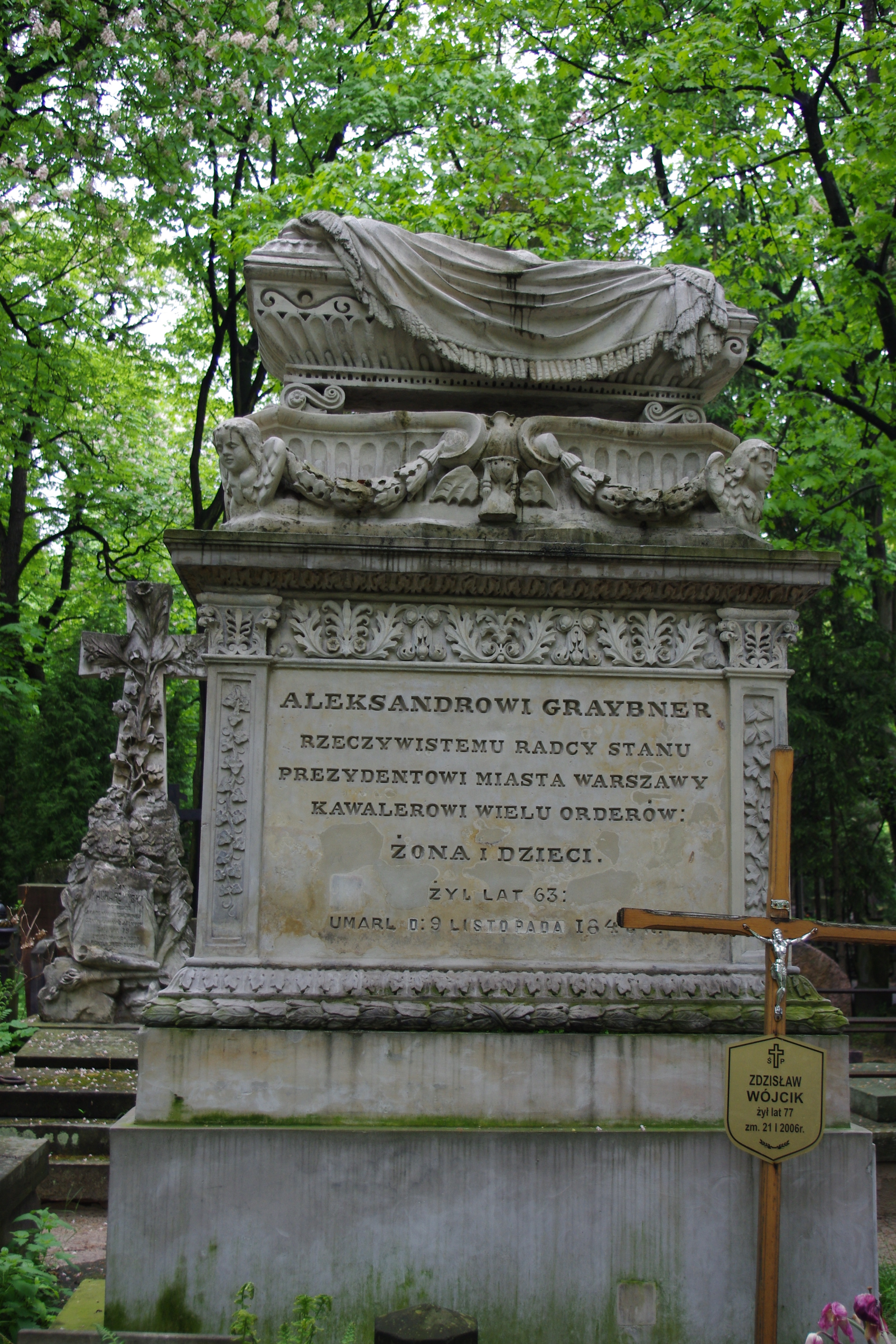
Памятник на могиле А. Грайбнера на старом кладбище Повонзки в Варшаве

Александер Юзеф Грайбнер (пол. Aleksander Józef Graybner; 12 июня 1786, Коцк — 9 ноября 1847, Варшава) — президент Варшавы (1837—1847), действительный статский советник.

## Биография
Родился в семье камергера последнего польского короля Станислава Августа Понятовского.
Изучал право в Ягеллонском университете в Кракове.
Продолжил образование в университете Вены, где прослушал курс высшей и прикладной математики и физики.
В 1807 начал карьеру чиновником казначейства администрации Варшавского герцогства, а затем Царства Польского.
С 1814 работал под руководством вице-президента временного совета, управляющего Варшавским герцогством (затем Царство Польское), представителя императора Александра I при совете, сенатора Н. Н. Новосильцева.
В 1837 году был назначен президентом столичного города Варшавы. На этом посту до своей смерти в ноябре 1847 провёл ряд мероприятий по благоустройству польской столицы. Ввёл запрет на строительство в Варшаве деревянных домов. Провел упорядочение и благоустройство кладбища Старые Повонзки, на котором впоследствии был похоронен.
За время службы был награждён многими орденами Российской империи.

## Источник
- Энциклопедия Варшавы. 1994 год.